# 27855 Giorgilli
27855 Giorgilli (tên chỉ định: 1995 AK) là một tiểu hành tinh vành đai chính. Nó được phát hiện bởi Augusto Testa và Francesco Manca ở Osservatorio Astronomico Sormano ngày 4 tháng 1 năm 1995. Nó được đặt theo tên Antonio Giorgilli, một giáo sư vật lý toán học ở Đại học Milano.